# Praxila
Praxila (em grego Πράξιλλα) foi uma poetisa grega do Século V a.C., contemporânea de Telesila de Argos. É a primeira das nove grandes poetisas líricas da Grécia antiga citadas por Antípatro da Thessalônica por sua "língua imortal" (Antologia Palatina 9:26).

## Biografia e obra
Praxila viveu em Sicião (Peloponeso), tendo escrito canções de banquetes, ditirambos, hinos e canções báquicas. Deve ter sido bastante conhecida em sua época já que Lisipo, um famoso escultor, fez uma estátua de bronze dela e Aristófanes realizou paródias de suas poesias em duas de suas obras, que deveriam, portanto, ser conhecidas pela assembleia do comediante.
Pouco foi conservado de sua obra, apenas alguns fragmentos.
Seu Hino a Adônis, retrata a descida de Adônis ao Hades, onde lhe perguntam quais foram as coisas mais belas que deixara no mundo dos vivos.
E ele responde:
"As melhores coisas que eu deixei
foram a luz do sol,
o brilho das estrelas,
e a face da lua,
além dos pepinos, maçãs e peras,
em suas estações.''

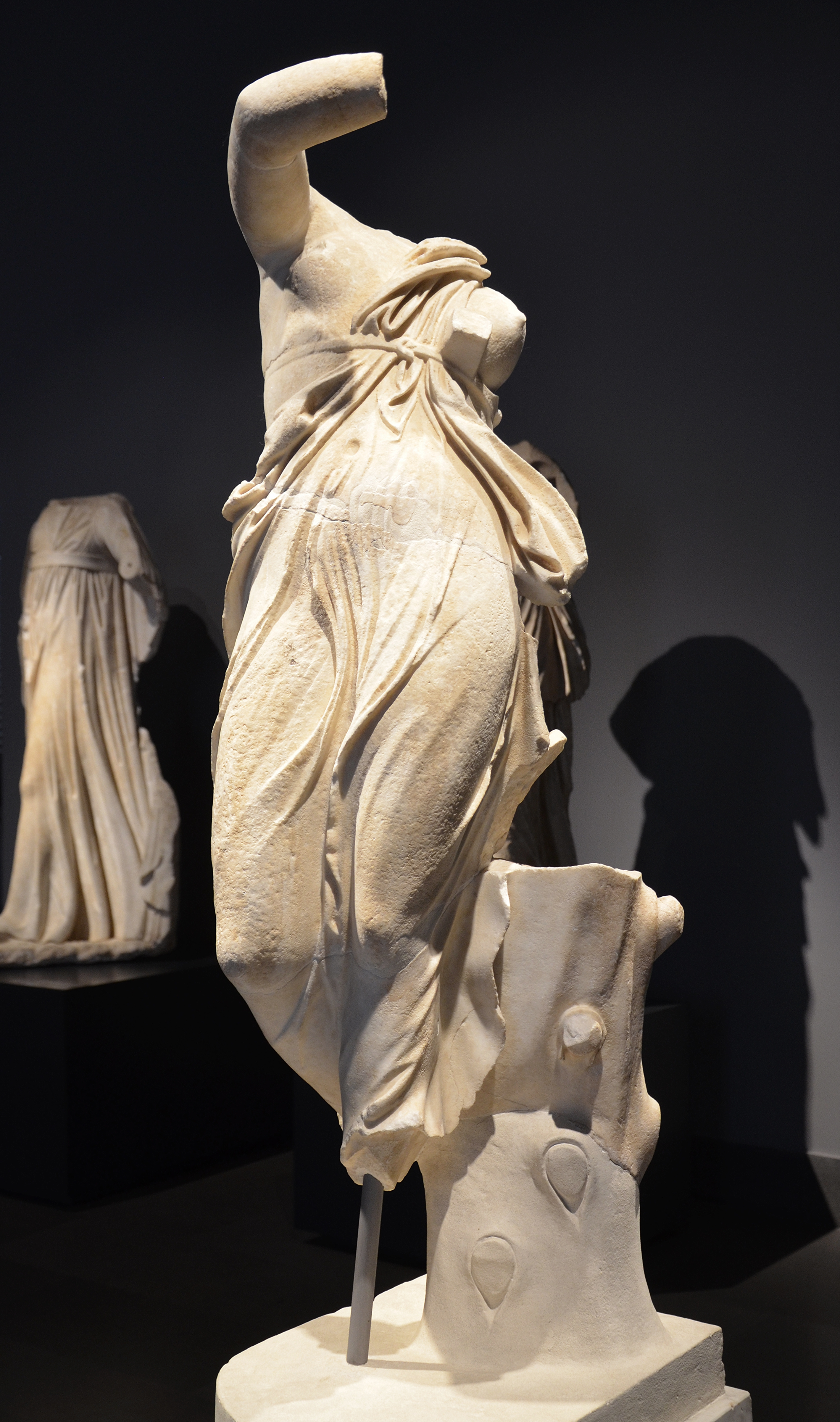
Estátua romana a que se atribui a representação de Praxila

A inusitada inclusão das frutas no poema, fez com que o retórico, Zenóbio, criasse uma expressão proverbial: "Parvo como o Adônis de Praxila"
Praxila inventou um metro dactilico conhecido como praxílio.